# Medvědí ostrovy

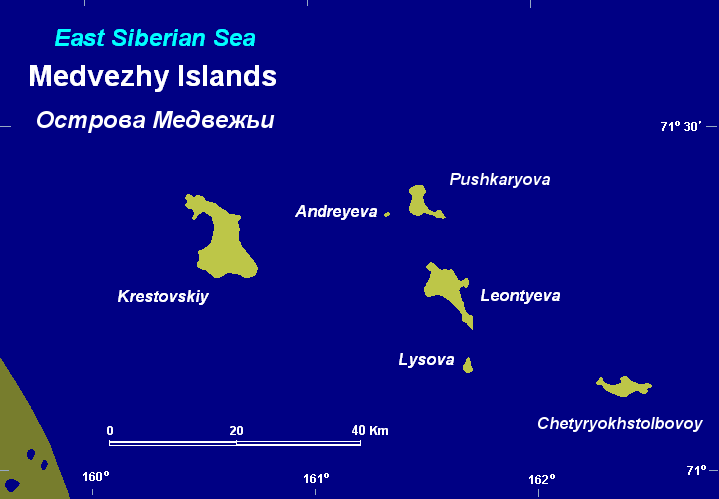
Medvědí ostrovy - mapa

Medvědí ostrovy je skupina šesti ostrovů v Jakutsku. Leží v Severním ledovém oceánu, ve Východosibiřském moři severně od ústí řeky Kolymy. Zabírají plochu 60 km², největším ostrovem je Krestovskij. Nejvyšší místo ostrovů je 273 metrů nad mořem.
Souostroví je tvořeno šesti ostrovy: Krestovskij, Leonťjeva, Četyrjochstolbovoj, Puškarjova, Lysova a Andrejeva. Na nejrozlehlejším Krestovském se nacházejí dva kopce. Severní a východní břehy má strmé, západní břeh je pozvolný, pokryt kameny a štěrkem, na jižním břehu teče jediný potok. Rostou zde mechy a lišejníky a tuhá nízká tráva.